# Leignon
Leignon (valonă Legnon) este o localitate din comuna Ciney, în Valonia, Belgia. Până în 1977 Leignon era o comună separată, după această dată fiind înglobată in comuna Chiney teritoriul fiind organizat ca o secțiune a noii comune. De aceasta mai depind și localitățile Corbion, Ychippe, Chapois, Barcenal și Bragard.
Localitatățile Leignon și Chapois sunt deservite de câte o gară SNCB, situate pe linia Dinant - Ciney.

## Istoric
Localitatea Legnon s-a format în jurul castelului, ce rămâne până în ziua de astăzi proprietatea și locuința familiei care l-a construit în Evul Mediu. Pe vremuri, la Legnon exista și o mănăstire trapistă. În urma desființării acesteia biserică a devenit biserică parohială iar restul activelor, dintre care brânzăria monahală, a intrat în proprietatea diferitelor persoane fizice.

## Localități înfrățite
- Localitatea Leignon este înfrățită cu comuna franceză Meursault.
- Localitatea Chapois este înfrățită cu comuna franceză Chapois.